# تيبور مولنار
تيبور مولنار (بالمجرية: Molnár Tibor)‏ هو لاعب كرة قدم مجري في مركز الهجوم، ولد في 12 مايو 1993 في سيكشفهيرفار في المجر. لعب مع نادي مول فيهيرفار.

## وصلات خارجية
- تيبور مولنار على موقع اتحاد المجر (الهنغارية)
- تيبور مولنار على موقع قاعدة بيانات كرة القدم.إي يو (الإنجليزية)
- تيبور مولنار على موقع Soccerway.com (الإنجليزية)